# Lohe (Uetersen)
Lohe (niederdeutsch Loh)  war ein eigenständiges Dorf, welches ab dem 18. Jahrhundert als Quartier von Uetersen im Kreis Pinneberg eingemeindet wurde.
Das Dorf Lohe gehörte zur Verwaltung des Klosters Uetersen und wurde erstmals als lo 1285 durch eine Schenkungsurkunde von Heinrich IV. erwähnt. Der Name stammt vermutlich von dem lateinischen Wort lucus und bedeutet Hain bzw. lichter Wald. Der Ort lag am Rande der Geest zur Seestermüher Marsch an einer alten Heerstraße, der heutigen B 431, und grenzte an den Ort Groß Nordende. 
Die Einwohner lebten überwiegend von Ackerbau und Viehzucht. Ein Teil der Bevölkerung war als Handwerker tätig. So gab es unter anderem einen Radmacher,  mehrere Tischler, Schmiede und Zimmerleute.  Mitte des 17. Jahrhunderts zählte man 27 Häusern mit rund 125 Einwohnern. Später kamen die Siedlungen Katzhagen und Kreuzmoor dazu und der Ort wurde zu einem Quartier von Uetersen. Dabei stieg die Bevölkerung auf rund 230 Einwohner an. 
1893 wurden mehrere Häuser im Katzhagen durch ein Großfeuer zerstört und nicht wieder aufgebaut. In den Jahren danach wurde der ehemalige Ort komplett eingemeindet und sein Status als Quartier aufgehoben. Heute erinnern nur noch einige alte Häuser und der Straßenname Lohe in Uetersen an den ehemaligen Ort.

## Galerie

Das älteste noch erhaltene Haus des ehemaligen Ortes aus dem Jahr 1758
Dieses am Ortsausgang gelegene Haus diente dem Maler Kurt Roth als Motiv für eins seiner bekannten Gemälde.
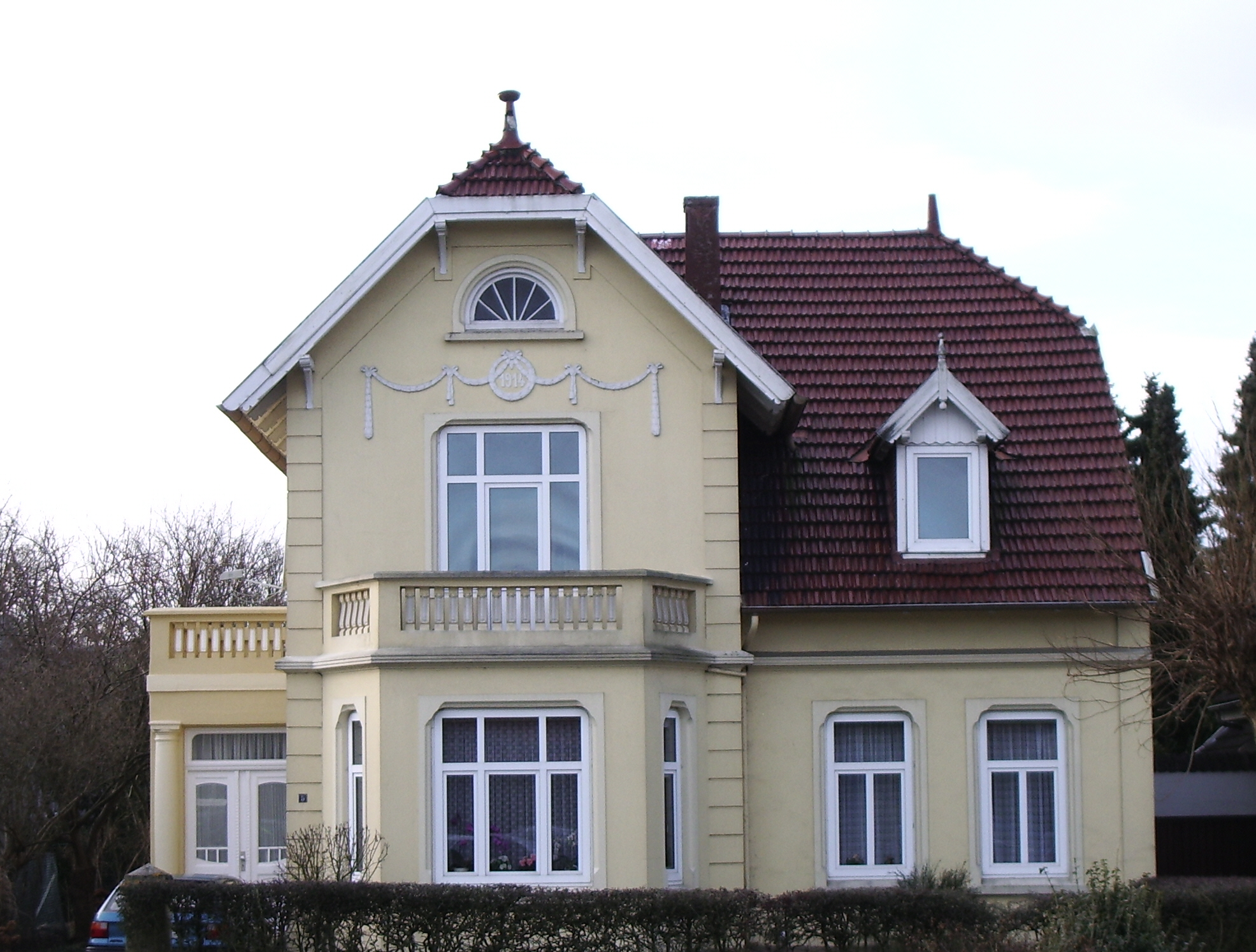
Haus aus dem Jahr 1914
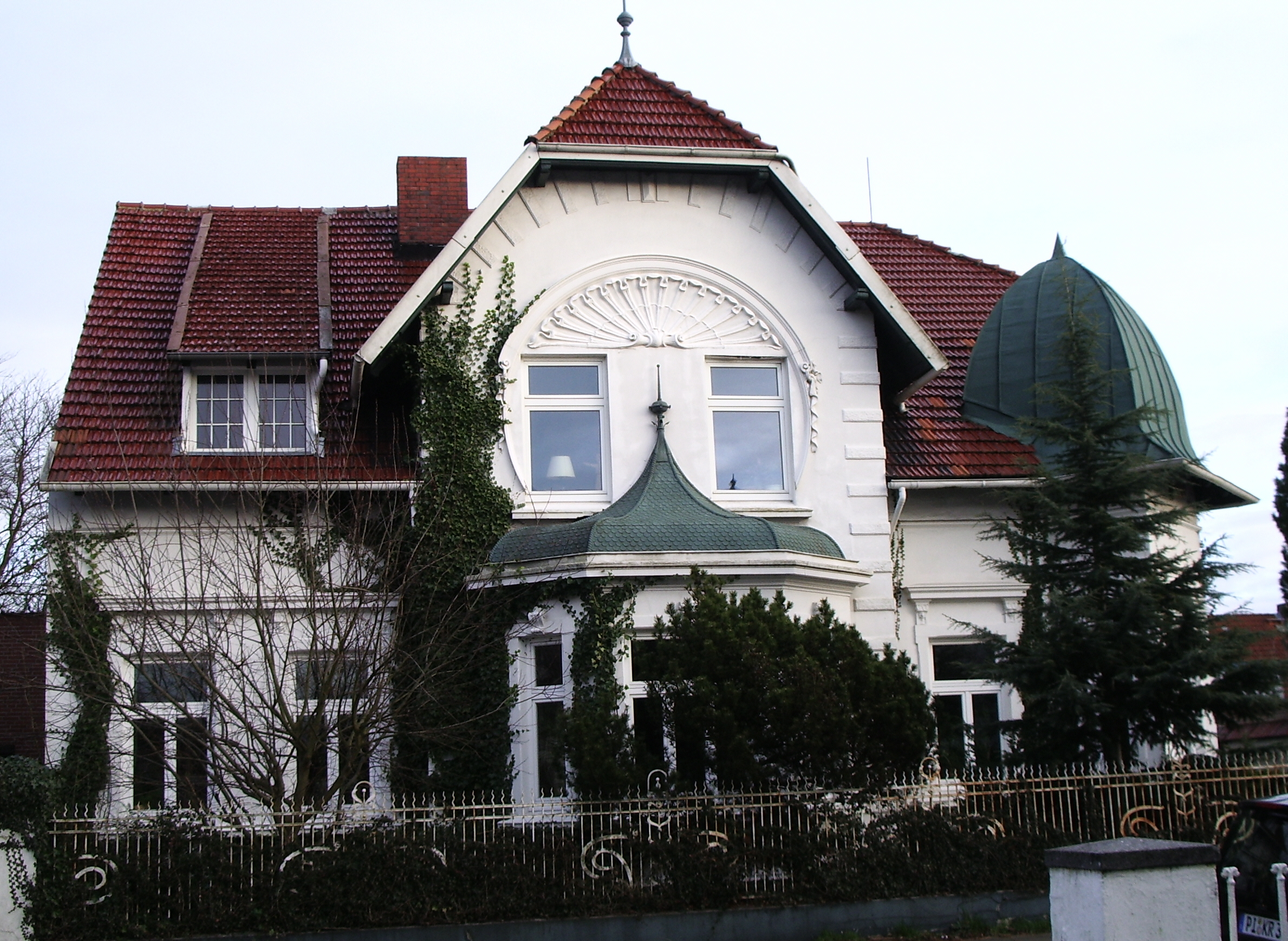
Eine architektonische Besonderheit in der Lohe
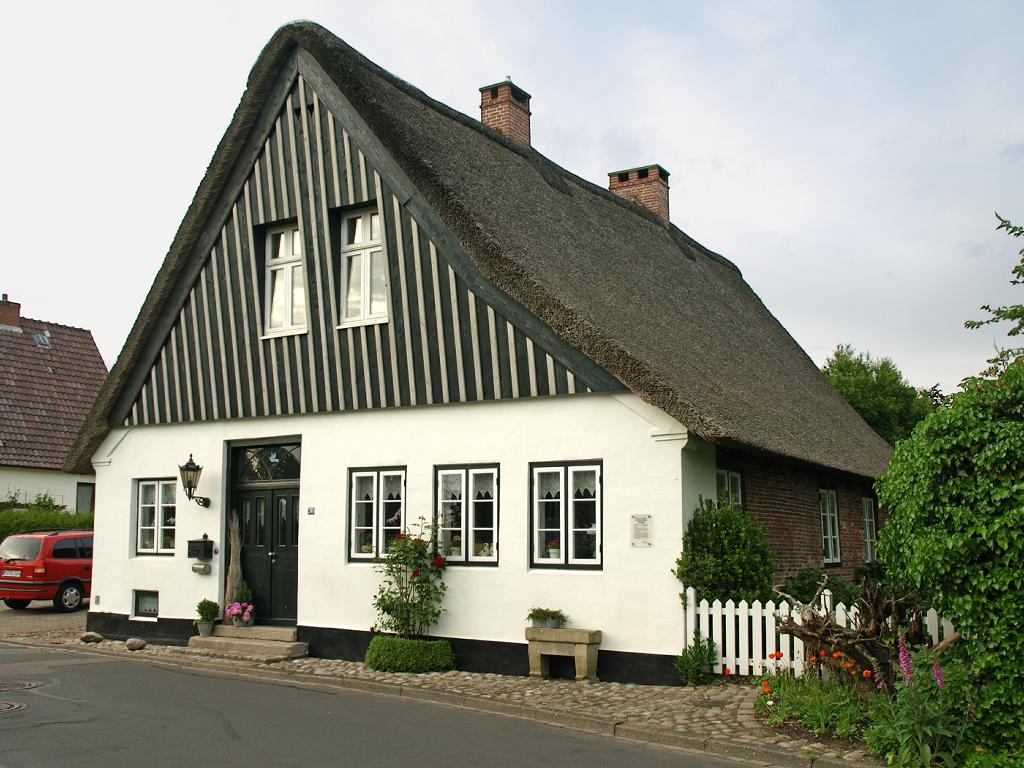
Die ehemalige Pension Lehning im Katzhagen
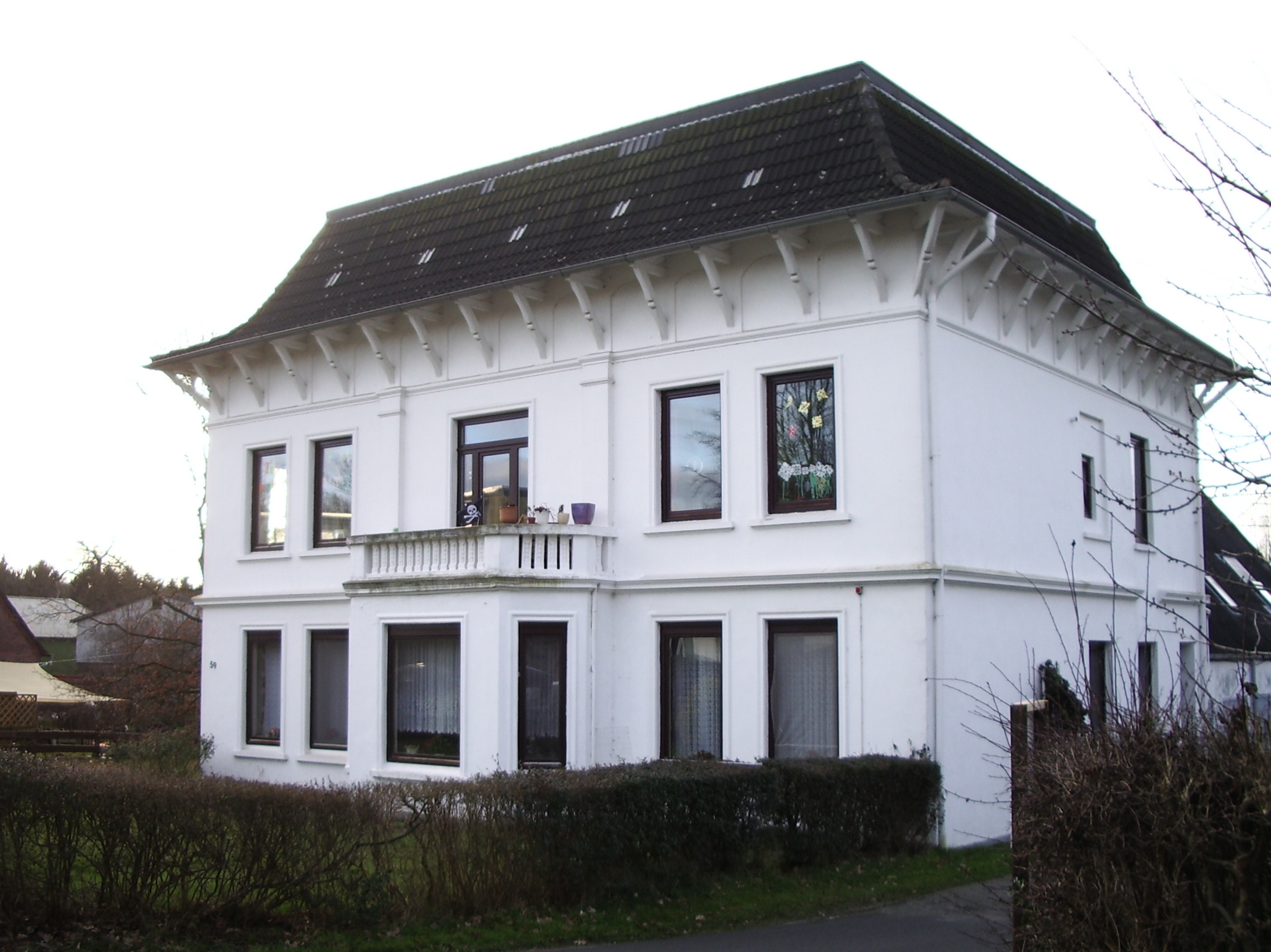
Die alte Villa am Ende des Katzhagen